# 対決 (1973年の映画)
『対決』（たいけつ、Showdown）は1973年に公開されたアメリカ合衆国の西部劇映画。監督、製作ジョージ・シートン。出演はロック・ハドソン、ディーン・マーティン、スーザン・クラーク。

## ストーリー
アート、ペリー、マイクのウィリアムズ3兄弟とビリー・マッセイの4人がニューメキシコのカンブレス行きの列車を襲う。長男のアートは獲物の大半を弟たちと山分けし、新入りのビリーには少ししか与えなかった。怒ったビリーは三男のマイクを殺して獲物を全部奪って逃走する。
一方、列車はカンブレスに到着し、乗客の証言からビリーの存在が保安官のチャック・ジャービスと地方検事のウィルソンに知られる。ジャービスはビリーと幼馴染だったが、二人で愛したケイトという女性がジャービスと結婚したため、ビリーが離れて言った過去があった。ジャービスはつらい気持ちだったものの、ビッグ・アイら3人のインディアンとともにビリーを追う。
そのころ、事情を知らないビリーはジャービスの経営する牧場へ向かい、ケイトと再会したのち、ジャービスと対峙する。酒の勢いで強盗に加わってしまったことを明かしたビリーは、ジャービスの説得を受けて牢屋に入る。ところが、判事が不在だったうえ、ジャービスたちも旅行へ行ってしまった。そこへ、ウィルソンがビリーの裁判を終わらせるべく、判事を呼び戻し、牢屋の前に絞首台を用意した。それを知ったビリーは盗品を携えて牢屋を抜けてメキシコへ向かう。ジャービスは電報でビリーの脱走を知って追跡する。また、ウィリアムズ兄弟はジャービスの後を追い、ビリーと対峙したところで襲撃する。激戦の末、ウィリアムズ兄弟とビリーは死に、ジャービスはポンチョでビリーの遺体をくるみ、川へ流す。

## キャスト
| 役名           | 俳優                 | 日本語吹替                                             |
| 役名           | 俳優                 | テレビ朝日版                                           |
| -------------- | -------------------- | ------------------------------------------------------ |
| チェック       | ロック・ハドソン     | 井上孝雄                                               |
| ビリー         | ディーン・マーティン | 羽佐間道夫                                             |
| ケイト         | スーザン・クラーク   | 二階堂有希子                                           |
| アート         | ドナルド・モファット | 加藤精三                                               |
| 不明 その他    | N/A                  | 緑川稔 飯塚昭三 藤本譲 笹岡繁蔵 村山明 田口昴 村松康雄 |
| 日本語スタッフ |                      |                                                        |
| 演出           |                      |                                                        |
| 翻訳           |                      |                                                        |
| 効果           |                      |                                                        |
| 調整           |                      |                                                        |
| 制作           | 制作                 | グロービジョン                                         |
| 解説           | 解説                 | 淀川長治                                               |
| 初回放送       | 初回放送             | 1980年9月21日 『日曜洋画劇場』                         |